# 伊藤千晃
伊藤 千晃（いとう ちあき、1987年1月10日 - ）は、日本の歌手、ダンサー、タレント。音楽グループAAAの元メンバー（在籍期間 2005年 - 2017年）。
愛知県名古屋市出身。身長153cm。血液型はB型。エイベックス所属。既婚。

## 略歴
- 2004年
  - avexオーディション2004に合格する。
- 2005年
  - 5月、日テレの音楽番組『歌スタ!!』に出演[3]
  - 6月15日、AAA公式サイトにてAAAへの加入が発表される。
- 2006年
  - 1月、テレビ東京の音楽情報番組『音時間』のMCを務める。
  - 2月、フジテレビのドラマ『彼らの海・VIII -Sentimental Journey-』に、杉本渚役で出演する。
  - 4月、中京テレビの番組『D4』のMCを務める。
- 2007年
  - 4月、『D4』の後続番組『F2C』のMCを務める。
  - 10月20日、浦田直也とともに出演した映画『ヒートアイランド』が公開される[4]。
  - 5月、『ハチミツとクローバー』の台湾版テレビドラマ『蜂蜜幸運草』にヒロイン役で出演する[5][6]。
  - 7月5日、第19回台湾金曲奨が開催され、蜂蜜幸運草"CLOVER楽団"メンバーとしてゲスト出演する。
  - 7月21日、アニメ『ワールド・デストラクション 〜世界撲滅の六人〜』に声優として出演することになり、そのアフレコ収録が行われた[7]。
- 2009年
  - 7月1日、ナゴヤドームで行われたプロ野球「阪神対中日」戦で始球式を務め、ドアラの耳を付けたコスチュームで登場する。
- 2011年
  - 5月12日、広告撮影中の事故により負傷（右肘関節脱臼、右膝打撲）する。
  - 12月16日、1stフォトブック『chercher』が発売される。
  - 12月17日、1stフォトブック『chercher』の発売を記念して、紀伊國屋書店新宿南店特設会場にて発売記念握手会が行われる。ファン1500人が集まった[8][9]。
- 2012年
  - 3月4日、アスナル金山（名古屋市）にて、「FMAICHI公開録音〜伊藤千晃トークショー」が行われる。握手会も実施された。
  - 3月30日、『ディースクエアード東京』オープニングレセプションに出席する[10]。
  - 5月16日、オフィシャルブログ「美食音(びじょ)Diary」が開設される。
  - 5月17日、オフィシャルブログにて、「ジュニア野菜ソムリエ」の資格試験に合格したことを報告する[11]。
  - 8月11日、渋谷PARCO・ABCクッキング渋谷パルコスタジオにて「プレミアムクッキング」イベントが行われる[12]。
- 2013年
  - 2月10日、ANAクラウンプラザホテルグランコート名古屋にてスペシャルトークライヴが開催される。
  - 5月25日、ホテルニューオータニ大阪にてスペシャルトークライブが開催される。
  - 7月18日、自身プロデュースのつけまつ毛「CharmingKiss」がドン・キホーテにて発売開始される。
  - 7月23日、「CharmingKiss」発売記念イベントが行われる。[13]
- 2014年
  - 3月25日、自身プロデュースの2週間使い捨てカラーコンタクト「2Week VIEWM（ビューム）」が発売開始される。[14]
  - 10月16日、伊藤の声を元にして制作されたインターネット社のVOCALOIDライブラリ、「Chika」が発売された。[15]
  - 11月1日、ボーカロイド「Chika」とコラボした楽曲「CharmingKiss」をYouTubeにてミュージックビデオを公開。
- 2017年
  - 1月12日、公式ファンサイトにおいて、前年12月に元お笑い芸人の男性と結婚し、妊娠中であることを明らかにした[16][注 1][18][19]。
  - 3月31日、AAAを卒業[20]。
  - 7月19日、第1子出産を報告[21][22]。
  - 12月12日、2018年2月からバースデートークショーを開催することが決定した。
- 2018年
  - 4月16日、公式ファンクラブ「CHEERSTIME」がスタート[23]。
  - 10月、初のファンイベントを開催[24]。
  - 10月6日、自身初となるファンクラブイベント『CHEERSTIME FAN CLUB EVENT 2018「HAVE A GOOD ONE！！」』 を広島よりスタートし、ソロ活動第1弾として配信されている楽曲「New Beginning」と「happiness」の2曲が初歌唱された[25]。事前に歌唱することは発表されていなかった。他に、福岡、愛知、大阪、宮城、神奈川の全6ヶ所、計10公演が行われた。
  - 10月27日、ファンクラブイベントのファイナル公演である横浜2部では、サプライズで新曲「Eternal Story」も初披露され、更に歌唱に合わせてソロ活動初となる配信曲2曲を含む全5曲を収録したミニアルバムのCDの発売が決定し、タイトルが『New Beginnings』となることも明らかになった[26][27]。

- 2022年
  - ハワイ生活をスタートさせたことを報告[28]。

## プロフィール
- 座右の銘：一瞬一瞬を大切に、努力したぶん自分にかえってくる
- よく聴く音楽：浜崎あゆみ、globe
- 影響を受けた曲： globeの「Many Classic Moments」[29]
- 歯科衛生士を目指し、名古屋ユマニテク歯科製菓専門学校（歯科衛生学科）に在籍していたことがある。[30]
- ジュニア野菜ソムリエの資格を持っている[31]。

## 落書き騒動
2007年7月25日、AAA公式ブログに、アメリカメリーランド州ボルチモア（通称ハイロック）にある岩場にスプレーで文字を書き込んだと記し、AAA公式掲示板が炎上。
2007年8月3日、所属事務所は夕刊フジの取材に対して、「落書きをするのが観光のひとつになっている。法に触れていない以上、処分は考えていない」とコメントしたが、メリーランド州の法律では、いかなる場所においても落書きは許可されていない。
2007年8月3日、AAA公式ウェブサイトにて、メンバーおよびスタッフ一同連名からなる「お詫びとご報告」と題するメッセージが発表され、本件について迷惑行為であったことを認め、現地管理事務所へ謝罪し、補修に向けての話し合いを行っていることが明らかになった。また、メッセージはファンに対しても謝罪している。

## 作品

### 配信シングル
| #                                | 発売日                           | タイトル                         | 初収録アルバム                   |
| AVEX ENTERTAINMENT INC. レーベル | AVEX ENTERTAINMENT INC. レーベル | AVEX ENTERTAINMENT INC. レーベル | AVEX ENTERTAINMENT INC. レーベル |
| -------------------------------- | -------------------------------- | -------------------------------- | -------------------------------- |
| 1                                | 2018/09/05                       | New Beginning                    | New Beginnings                   |
| 2                                | 2018/09/12                       | happiness                        | New Beginnings                   |
| 3                                | 2019/03/21                       | Don't look back                  | Be                               |
| 4                                | 2019/05/18                       | ツキミキミ                       | Be                               |
| 5                                | 2019/08/02                       | be yourself                      | Be                               |
| 6                                | 2019/08/12                       | Burning up                       | Be                               |
| 5                                | 2020/07/29                       | summer memories                  | sheer                            |
| 6                                | 2020/10/28                       | 真夜中の処方箋                   | sheer                            |
|                                  | 2021/06/09                       | Merry Go Round                   | sheer                            |

### アルバム
| #                           | 発売日     | タイトル       | 販売形態       | 販売形態     | 販売形態   | 順位     |
| --------------------------- | ---------- | -------------- | -------------- | ------------ | ---------- | -------- |
| #                           | 発売日     | タイトル       | 初回生産限定盤 | 初回限定盤   | 通常盤     | オリコン |
| AVEX ENTERTAINMENT レーベル |            |                |                |              |            |          |
| 1                           | 2018/12/05 | New Beginnings | AVCD-96038     | AVCD-96036/B | AVCD-96037 | 19       |
| 2                           | 2019/11/06 | Be             | AVC1-96361/B   | AVC1-96359/B | AVC1-96360 |          |
| 3                           | 2021/06/23 | sheer          | AVC1-96716     | AVCD-96714/B | AVCD-96715 | 59       |
| 4                           | 2023/06/17 | Honey          |                |              | XNSC-87110 |          |

### 参加作品
| 年            | 名義                   | タイトル      | 収録                                         | 備考                                           |
| ------------- | ---------------------- | ------------- | -------------------------------------------- | ---------------------------------------------- |
| 2008年5月20日 | 鄭元暢/彭于晏/伊藤千晃 | Give Me Love  | 台湾テレビドラマ『蜂蜜幸運草』ドラマサントラ |                                                |
| 2008年5月20日 | CLOVER楽団             | 幸運草的祝福  | 台湾テレビドラマ『蜂蜜幸運草』ドラマサントラ | 鄭元暢・彭于晏・張鈞寧・李国毅とのクインテット |
| 2014年11月1日 | Chiaki(AAA)♡Chika      | Charming Kiss | Charming Kiss                                | 500枚限定オリジナルCD                          |

### プロデュース商品
- つけまつ毛「CharmingKiss」（2013年7月18日発売、ドン・キホーテにて）[34]。
- 2週間使い捨てカラーコンタクト「2Week VIEWM（ビューム）」（2014年3月25日）[35]
- ミラー「魔法の天使 クリィミーマミコラボ」（2015年12月24日）
- ポーチ「「魔法の天使 クリィミーマミコラボ」（2015年12月24日）
- カラーコンタクトレンズ「ビュームワンデー」（2016年）[36]。

## タイアップ
| 曲名          | タイアップ                                                    |
| ------------- | ------------------------------------------------------------- |
| New Beginning | TBS系列『COUNT DOWN TV』2018年10〜11月オープニング            |
| New Beginning | フジテレビ系列『第34回東日本女子駅伝 』大会応援ソング         |
| New Beginning | CBCテレビ『やすだの歩き方』11月エンディング曲                 |
| happiness     | ワコール『18AW アンフィ グラマリッチブラ』キャンペーン Web CM |

## ライブ
AAA (音楽グループ)#ライブ/ツアーも参照。

## 主な出演

### テレビドラマ
- 彼らの海VIII Sentimental Journey（2006年2月26日、テレビ熊本） - ヒロイン・杉本渚 役
  - 主題歌「ボクラノテ」（AAA）
- 蜂蜜幸運草（2008年5月、台湾CTS） - ヒロイン・花本はぐみ（華本育）役
  - 挿入歌「Give Me Love」（鄭元暢/彭于晏/伊藤千晃）
  - 主題歌「幸運草的祝福」（CLOVER楽団）
- ザ!世界仰天ニュース（日本テレビ、2019年10月8日再現VTR）- 吉川明里 役

### テレビアニメ
- ワールド・デストラクション 〜世界撲滅の六人〜（2008年7月7日 - 9月29日、テレビ東京） - ナデシコ役

### ゲーム
- ぷよぷよクロニクル（2016年12月8日、ニンテンドー3DS） - アリィ 役（ダウンロードコンテンツ限定）

### 情報番組
- 音時間（2006年1月24日 - 2007年3月27日、テレビ東京）- 司会
- D4（2006年4月6日 - 2007年3月29日、中京テレビ）- 司会
- F2C（2007年4月5日 - 2008年3月27日、中京テレビ）
- 女神サーチ（2009年4月16日 - 2010年3月25日、TBS）
- タビフク+VR（2018年4月11日 - 、BS-TBS）- ナレーション[38]

### 映画
- ヒートアイランド（2007年10月、ヨウコ役）[39]

### パソコンソフト
- Chika（2014年10月16日発売、インターネット）声を担当[40]
  - イメージソング「Charming Kiss」（Chiaki(AAA)♡Chika）

### 雑誌・モデル
- ファッション雑誌『Cheek』『Popteen』などでモデルとして活動
- プリクラ「美人になりましょう。」（2008年4月 - 、TAITOブランドメイクソフトウェア）モデル

### ネット配信
- ケータイSeventeen（モバゲー）「AAA伊藤千晃のラブコミュ」レギュラー連載
- 女子力Cafe（2012年2月22日、アメーバスタジオ）

### CM
| 商品                             | 年                               | タイアップ                       | 共演者                           |
| セブンアンドアイ・イトーヨーカ堂 | セブンアンドアイ・イトーヨーカ堂 | セブンアンドアイ・イトーヨーカ堂 | セブンアンドアイ・イトーヨーカ堂 |
| -------------------------------- | -------------------------------- | -------------------------------- | -------------------------------- |
| COOL MAGIC                       | 2011年                           | No cry No more                   | 宇野実彩子                       |
| BODY HEATER                      | 2011年                           | CALL                             | 宇野実彩子                       |
| COOL MAGIC                       | 2012年                           | 777 〜We can sing a song!〜      | 宇野実彩子                       |
| WARM STYLE                       | 2013年                           |                                  | 宇野実彩子                       |
| COOL STYLE                       | 2013年                           | Love Is In The Air               | 宇野実彩子                       |
| good day                         | 2013年                           | good day                         | 宇野実彩子・浦田直也・與真司郎   |
| WARM STYLE                       | 2013年                           | 恋音と雨空                       | 宇野実彩子                       |
| COOL STYLE                       | 2014年                           | 風に薫る夏の記憶                 | 西島隆弘・宇野実彩子・與真司郎   |
| WARM STYLE                       | 2014年                           | さよならの前に                   | 西島隆弘・宇野実彩子・與真司郎   |

### ファッションショー
- 東京ガールズコレクション'13 A/W[41]
- 東京ガールズコレクション'14 S/S[42]
- 東京ガールズコレクション'14 A/W[43]
- 東京ガールズコレクション'15 S/S[44]
- 東京ガールズコレクション'15 A/W[45]

## イベント
- 第19回台湾金曲奨「蜂蜜幸運草」（2007年7月5日）CLOVER楽団"メンバーとしてゲスト出演
- プロ野球「阪神対中日」戦で始球式（2009年7月1日、ナゴヤドーム）
- FMAICHI公開録音〜伊藤千晃トークショー（2012年3月4日、名古屋市・アスナル金山）」握手会も実施された。
- ディースクエアード東京オープニングレセプション（2012年3月30日）[46]
- プレミアムクッキング（2012年8月11日、渋谷PARCO・ABCクッキング渋谷パルコスタジオ）[47]
- スペシャルトークライヴ（2013年2月10日、ANAクラウンプラザホテルグランコート名古屋）
- スペシャルトークライブ（2013年5月25日、ホテルニューオータニ大阪）

## 書籍

### 写真集
- 伊藤千晃フォトブック / chercher（2011年12月15日、講談社、撮影：四方あゆみ）ISBN 978-4062174015
2011年12月17日、1stフォトブック『chercher』の発売を記念して、紀伊國屋書店新宿南店特設会場にて発売記念握手会が行われる。ファン1500人が集まった[48][49]。
- 伊藤千晃スタイルBOOK / CHIAKI TYPE AtoZ（2012年11月19日、宝島社）ISBN 978-4796675840
- 伊藤千晃フォトブック / DESTRUCTION（2014年4月25日）ISBN 978-4907462055
- 伊藤千晃スタイルブック / made in C（2015年4月17日、宝島社）ISBN 978-4800240163
- 伊藤千晃 フォトブック / CHEERS（2017年10月6日、主婦と生活社）ISBN 978-4391150780[50][51]
- 伊藤千晃スタイルブック /  My happiness is... （2021年4月15日、宝島社） ISBN 978-4299011619